# Horst Blumberger
Horst Blumberger (* 2. Februar 1930 in Berlin; † 29. August 1950 in Berlin) gehört zu den Todesopfern des DDR-Grenzregimes vor dem Bau der Berliner Mauer. Er wurde beim Versuch, sich einer Grenzkontrolle zu entziehen, von Grenzpolizisten erschossen.

## Todesumstände
Horst Blumberger hatte die Volksschule besucht und war gelernter Tischler. 1950 arbeitete er bei einem Tischlermeister in Lichtenrade in West-Berlin.
Am 29. August 1950 wollte der damals 20-jährige Blumberger mit seinem Schwager zusammen sein neues Luftgewehr ausprobieren. Die beiden gingen gegen sieben Uhr abends auf ein freies Feld nahe Blumbergers Elternhaus. Hierbei überquerten sie die – wahrscheinlich nicht gekennzeichnete – Grenze zwischen dem amerikanischen Sektor West-Berlins und der DDR und befanden sich schließlich etwa 50 Meter tief auf dem Territorium der DDR. Horst Blumberger schoss dort auf einen alten Spaten, den er im Gebüsch gefunden hatte. Dabei stellte der Schwager fest, dass es sich bei dem angeblichen Luftgewehr in Wirklichkeit um ein Kleinkalibergewehr handelte. Er machte Blumberger Vorwürfe und bestand darauf, die Schießübungen sofort einzustellen. Der Besitz eines solchen Gewehrs war sowohl im amerikanischen Sektor als auch in der DDR verboten. Horst Blumberger gab noch einen zweiten Schuss ab, und kurz danach wurden sie von Volkspolizisten angerufen, die sie festnehmen wollten. Der Schwager rief Blumberger zu, wegzulaufen und lief selbst auf den Zaun des Sanatoriums Birkenhaag zu, der die Grenze zu West-Berlin markierte. Die Rufe der Volkspolizisten, dass sie stehen bleiben sollten, beachteten sie nicht.
Beim Überklettern des Zauns zum Sanatorium, der direkt auf der Grenze stand, wurde Blumberger von zwei Schüssen in den Rücken getroffen. Er brach auf West-Berliner Seite des Zauns zusammen und konnte noch mehrere Meter weit kriechen, bevor er starb.
Der Schwager überkletterte nach den Schüssen ebenfalls den Zaun und konnte sich auf das Gelände des Sanatoriums retten. Als die West-Berliner Polizei am Tatort eintraf, konnten sie für Blumberger nichts mehr tun. Sie stellten fest, dass die Leiche, vermutlich von den beteiligten Volkspolizisten, bewegt und auf den Rücken gedreht worden war. Anscheinend hatten sie sich, dabei die Grenze zu West-Berlin übertretend, davon überzeugen wollen, ob Horst Blumberger nur verletzt oder tot war.
Die vom amerikanischen Militärgericht in Tempelhof eingeleiteten Ermittlungen betrafen nicht den Todesfall Blumberger, sondern nur die Herkunft des Gewehrs. Die West-Berliner Kriminalpolizei konnte die Namen der beteiligten ostdeutschen Polizisten nicht ermitteln, weshalb das Verfahren der West-Berliner Staatsanwaltschaft 1950 eingestellt worden ist.